# Do They Know It's Hallowe'en
Do They Know It's Hallowe'en? è una satira della canzone Do They Know It's Christmas?, pubblicata l'11 ottobre 2005 su Vice Records da una serie di rock band sotto il nome North American Hallowe'en Prevention Initiative (NAHPI).
Si tratta di una canzone benefit, e tutti gli incassi vengono devoluti all'UNICEF.

## Tracce
- Tutte le tracce scritte da Nick Diamonds e Adam Gollner.

1. Do They Know It's Hallowe'en? - (5:58)
2. Do They Know It's Hallowe'en? (Radio Edit) - (3:35)
3. Do They Know It's Hallowe'en? (Disco D Remix) - (3:48)
4. Do They Know It's Hallowe'en? (Th' Corn Gangg Remix) - (7:06)

## Partecipanti[2]
- Win Butler e Régine Chassagne degli Arcade Fire
- Beck
- Buck 65
- David Cross
- Liane Balaban dei Dessert
- Devendra Banhart (con Noah Georgeson, Jona Bechtolt e Luckey Remington)
- Elvira, Mistress of the Dark
- Leslie Feist
- Gino Washington
- Syd Butler dei Les Savy Fav
- J'aime Tambeur degli Islands
- Malcolm McLaren
- Nardwuar the Human Serviette
- Peaches
- Dntel
- Jenny Lewis e Blake Sennett dei Rilo Kiley
- Roky Erickson
- Chris Murphy degli Sloan
- Asya & Chloe degli Smoosh
- Thurston Moore dei Sonic Youth
- Russell Mael degli Sparks
- Subtitle
- Steve Jocz dei Sum 41
- Tagaq
- Anna Waronker dei that dog.
- Dan Boeckner e Spencer Krug degli Wolf Parade
- Karen O degli Yeah Yeah Yeahs

### Formazione NAHPI
- Adam Gollner - chitarra
- Nick Diamonds - tastiere
- Steve McDonald - basso
- Joey Waronker - batteria

## Crediti
- Prodotto da Steven "Deadd Kross" McDonald, Adam "Ghoulner" Gollner e Nick "Diamonds" Thorburn
- Mixato da Danny Kalb al The Boat, a Los Angeles
- Traccia 3 remixata da Disco D al the Booty Barn.
- Traccia 4 remixata da Th' Corn Gangg al Jamie's.